# Christina Applegate
Christina Applegate (West Hollywood, Kalifornia, 1971. november 25. –) Primetime Emmy-díj amerikai színésznő, táncos.
Tizenévesen kezdett játszani az Egy rém rendes család (1987–1997) című szituációs komédiában, Kelly Bundyként. Felnőttként Applegate egy Primetime Emmy-díj mellett Tony- és Golden Globe-jelöléseket is szerzett.
Fontosabb szereplései voltak a Kipurcant a bébicsősz, anyának egy szót se! (1991), a Robbanófejek (1998), az Édes kis semmiség (2002), A nagy hullarablás (2003), valamint A híres Ron Burgundy legendája (2004), az Elhajlási engedély (2013) és a Ron Burgundy: A legenda folytatódik (2013) című filmekben. Újabb filmjei közt található a Vakáció (2015) és a Rossz anyák (2016).
Az Édes Charity című színdarab 2005-ös Broadway változatával Tony-díjra jelölték legjobb női főszereplő musicalben kategóriában. Applegate főszerepeket kapott a Jesse (1998–2000), a Nem ér a nevem (2007–2009), az Éjjel-nappal szülők (2011–2012), továbbá a Halott vagy (2019) című televíziós sorozatokban.

## Életrajz

### Gyermekkora
Christina Applegate a kaliforniai Hollywoodban született. Édesapja Robert Applegate lemezproducer, édesanyja Nancy Lee Priddy énekes és színésznő.

### Karrier
17 évesen elhagyta az iskolát, hogy színészettel foglalkozhasson. Az 1987 és 1997 között futó Egy rém rendes család című helyzetkomédia sorozat Kelly Bundyjaként vált ismertté. 1998-ban saját sorozatot indított Jesse címmel, amely mindössze két évadot ért meg.
Számos filmszerep után 2002-ben Cameron Diaz mellett volt látható az Édes kis semmiség című filmvígjátékban, ahol Courtney Rockcliffe-et, Diaz legjobb barátnőjét alakította.
Vendégszereplőként tűnt fel a Jóbarátok című sorozat kilencedik és tizedik évadának egy-egy részében (2002-ben és 2003-ban), ahol Rachel Green húgát, Amyt játszotta. Első szerepléséért Emmy-díjat kapott.
2005-ben az Édes Charity című musical turnéjának második állomásán, Chicagóban előadás közben lábtörést szenvedett. A producerek előbb a helyettesítése mellett döntöttek, majd érdeklődés hiányában törölni kívánták a további előadásokat, a színésznő kérésére azonban mégis megtartották a broadwayi fellépést 2005. május 4-én. Az előadás mérsékelten jó kritikát kapott és 2005. december 31-éig műsoron maradt.
2006-ban Eva Longoria, Ryan Seacrest és Christina Milian mellett bekerült Jessica Simpson „A Public Affair” című videóklipjébe.
2007-ben a „Samantha Who?” (magyar nyelvű címe Nem ér a nevem) című vígjátéksorozat amnéziából felébredt címszereplőjeként tűnt fel újra a képernyőn, Jean Smart, Jennifer Esposito és Melissa McCarthy társaságában. 2008-ban és 2009-ben Golden-Globe-ra jelölték az íménti sorozatért, de a díjat sajnos nem ő nyerte el. 2008-ban az előbb említett sorozatért egy újabb Emmy jelölést szerzett.

### Magánélete
2001. október 20-án feleségül ment régi barátjához Johnathon Schaech-hez. A vegyes vallású házasságkötésre Palm Springsben került sor, a családtagok és a közeli barátok részvételével. 2005. december 5-én a Los Angeles-i fellebbviteli bíróság jóváhagyta válási kérelmüket, melynek okát nem hozták nyilvánosságra.
2003-ban a Lee National Denim Day nevű mellrák elleni jótékonysági rendezvény szóvivője volt, amely több millió dollárt kívánt összegyűjteni a mellrákkal kapcsolatos tájékoztatás és kutatás céljára. (Applegate édesanyja sikeresen felgyógyult a mellrákból.) A színésznő emellett az állatok jogait képviselő PETA nevű szervezetet is segíti, valamint támogatta John Kerry elnökválasztási kampányát.
Applegate baráti körébe tartozik Cameron Diaz, Nicole Eggert, Gwyneth Paltrow, Jennifer Aniston, Tori Spelling, Leah Remini, Jessica Simpson. Érdeklődik a jazz és a tánc iránt. Az 1990-es évek elején a Red Hot Chili Peppers gitárosa, John Frusciante szomszédságában lakott.
2008 augusztusában mellrák miatt megoperálták. Édesanyja, Nancy Priddy is mellráktúlélő, Applegate-nek örökölt BRCA1 génmutációja van, ami gyakran okoz mellrákot. Első gyermeke Sadie Grace LeNoble 2011. január 27-én született. 2021-ben szklerózis multiplex miatt kerekesszékbe kényszerült.

## Filmográfia

### Film
| Év   | Magyar cím                                  | Eredeti cím                              | Szerep                            | Magyar hang        |
| ---- | ------------------------------------------- | ---------------------------------------- | --------------------------------- | ------------------ |
| 1981 |                                             | Jaws of Satan                            | Kim Perry                         |                    |
| 1981 |                                             | Beatlemania                              | rajongó                           |                    |
| 1990 |                                             | Streets                                  | Dawn                              |                    |
| 1991 | Kipurcant a bébicsősz, anyának egy szót se! | Don't Tell Mom the Babysitter's Dead     | Sue Ellen Crandell                | Györgyi Anna       |
| 1994 |                                             | Across the Moon                          | Kathy                             |                    |
| 1995 | Vad Bill                                    | Wild Bill                                | Lurline Newcomb                   | Timkó Eszter       |
| 1996 | Támad a Mars!                               | Mars Attacks!                            | Sharona                           |                    |
| 1996 | Veszélyes mélység                           | Vibrations                               | Anamika                           | Farkasinszky Edit  |
| 1997 | Út a pokolba                                | Nowhere                                  | buta nő                           |                    |
| 1998 | Maffia!                                     | Jane Austen's Mafia!                     | Diane Steen                       | Orosz Helga        |
| 1998 | Robbanófejek                                | The Big Hit                              | Pam Schulman                      | Németh Borbála     |
| 1998 |                                             | Claudine's Return                        | Claudine Van Doozen               |                    |
| 1999 | Rendőrbosszú                                | Out in Fifty                             | Lilah                             |                    |
| 2000 |                                             | The Brutal Truth                         | Emily                             |                    |
| 2001 | Reszkess, Amerika!                          | Just Visiting                            | Rosaline hercegnő / Julia Malfete | Kökényessy Ági     |
| 2002 | Édes kis semmiség                           | The Sweetest Thing                       | Courtney Rockcliffe               | Zsigmond Tamara    |
| 2002 |                                             | Heroes                                   | feleség                           |                    |
| 2003 | A nagy hullarablás                          | Grand Theft Parsons                      | Barbara                           | Zsigmond Tamara    |
| 2003 | Drogtanya                                   | Wonderland                               | Susan Launius                     | Zsigmond Tamara    |
| 2003 | Flört a fellegekben                         | View from the Top                        | Christine Montgomery              | Urbán Andrea       |
| 2004 | Túlélni a Karácsonyt                        | Surviving Christmas                      | Alicia Valco                      | Ábel Anita         |
| 2004 | Túlélni a Karácsonyt                        | Surviving Christmas                      | Alicia Valco                      | Madarász Éva       |
| 2004 | A híres Ron Burgundy legendája              | Anchorman: The Legend of Ron Burgundy    | Veronica Corningstone             | Ábel Anita         |
| 2004 | Wake Up, Ron Burgundy: The Lost Movie       |                                          | Veronica Corningstone             |                    |
| 2004 | Akire büszkék vagyunk! – A hónap dolgozója  | Employee of the Month                    | Sara Goodwin                      | Zsigmond Tamara    |
| 2005 |                                             | Tilt-A-Whirl (rövidfilm)                 | vásárló                           |                    |
| 2007 | Pingvin-show                                | Farce of the Penguins                    | Melissa (hangja)                  |                    |
| 2008 | A meztelen dobos                            | The Rocker                               | Kim Powell                        | Sánta Annamária    |
| 2009 | Alvin és a mókusok 2.                       | Alvin and the Chipmunks: The Squeakquel  | Brittany Miller (hangja)          |                    |
| 2010 | Hétmérföldes szerelem                       | Going the Distance                       | Corinne                           | Kökényessy Ági     |
| 2010 | Kutyák és macskák: A rusnya macska bosszúja | Cats & Dogs: The Revenge of Kitty Galore | Catherine (hangja)                | Zsigmond Tamara    |
| 2011 | Elhajlási engedély                          | Hall Pass                                | Grace                             | Kisfalvi Krisztina |
| 2011 | Alvin és a mókusok 3.                       | Alvin and the Chipmunks: Chipwrecked     | Brittany Miller (hangja)          | Vadász Bea         |
| 2013 | Ron Burgundy: A legenda folytatódik         | Anchorman 2: The Legend Continues        | Veronica Corningstone-Burgundy    | Ábel Anita         |
| 2014 | Az élet könyve                              | The Book of Life                         | Mary Beth (hangja)                | Zsigmond Tamara    |
| 2015 | Vakáció                                     | Vacation                                 | Debbie Fletcher Griswold          | Zsigmond Tamara    |
| 2015 | Alvin és a mókusok – A mókás menet          | Alvin and the Chipmunks: The Road Chip   | Brittany Miller (hangja)          |                    |
| 2016 | Ifjúság Oregonban                           | Youth in Oregon                          | Kate Gleason                      | Kisfalvi Krisztina |
| 2016 | Rossz anyák                                 | Bad Moms                                 | Gwendolyn James                   | Zsigmond Tamara    |
| 2017 | Kihasználva                                 | Crash Pad                                | Morgan                            | Zsigmond Tamara    |
| 2017 | Rossz anyák karácsonya                      | A Bad Moms Christmas                     | Gwendolyn James (cameo)           | Zsigmond Tamara    |

### Televízió
| Év        | Magyar cím                   | Eredeti cím                  | Szerep                           | Megjegyzések                                                    |
| --------- | ---------------------------- | ---------------------------- | -------------------------------- | --------------------------------------------------------------- |
| 1972      | Ármány és szenvedély         | Days of our Lives            | csecsemő (három hónapos korában) |                                                                 |
| 1981      |                              | Father Murphy                | Ada                              | 1 epizód                                                        |
| 1983      |                              | Grace Kelly                  | fiatal Grace Kelly               | tévéfilm                                                        |
| 1984–1985 |                              | Charles in Charge            | Stacy                            | 2 epizód                                                        |
| 1986      |                              | Silver Spoons                | Jeannie Bolens                   | 1 epizód                                                        |
| 1986      |                              | All Is Forgiven              | Simone                           | 1 epizód                                                        |
| 1986      |                              | Still the Beaver             | Mandy / Wendy                    | 2 epizód                                                        |
| 1986      |                              | Amazing Stories              | Holly                            | 1 epizód                                                        |
| 1986–1987 |                              | Heart of the City            | Robin Kennedy                    | 13 epizód                                                       |
| 1987      | Családi kötelékek            | Family Ties                  | Kitten                           | 1 epizód                                                        |
| 1987–1997 | Egy rém rendes család        | Married... with Children     | Kelly Bundy                      | - főszereplő (257 epizód) - magyar hangja: - Zsigmond Tamara    |
| 1988      | Ki szeret a végén            | Dance 'til Dawn              | Patrice Johnson                  | tévéfilm                                                        |
| 1988      |                              | 21 Jump Street               | Tina                             | 1 epizód                                                        |
| 1990      |                              | The Earth Day Special        | Kelly Bundy                      | különkiadás                                                     |
| 1991      |                              | Top of the Heap              | Kelly Bundy                      | 2 epizód                                                        |
| 1993–2012 | Saturday Night Live          | Saturday Night Live          | önmaga / házigazda               | 2 epizód                                                        |
| 1998–2000 |                              | Jesse                        | Jesse Warner                     | - főszereplő (42 epizód) - társproducer                         |
| 2001      | A békakirályfi               | Prince Charming              | Kate                             | - tévéfilm - magyar hangja: - Madarász Éva - Solecki Janka      |
| 2002–2003 | Jóbarátok                    | Friends                      | Amy Green                        | 2 epizód                                                        |
| 2004      | Texas királyai               | King of the Hill             | Colette / ügyvéd (hangja)        | 1 epizód                                                        |
| 2004      |                              | Father of the Pride          | Candy (hangja)                   | 1 epizód                                                        |
| 2005      | Suzanne naplója              | Suzanne's Diary for Nicholas | Dr. Suzanne Bedford              | - tévéfilm - magyar hangja: - Ruttkay Laura                     |
| 2007–2009 | Nem ér a nevem               | Samantha Who?                | Samantha "Sam" Newly             | - főszereplő (35 epizód) - producer                             |
| 2008      | Reno 911! – Zsaruk bevetésen | Reno 911!                    | Seemji                           | 1 epizód                                                        |
| 2009      |                              | Star-ving                    | önmaga                           | 1 epizód                                                        |
| 2011–2012 | Éjjel-nappal szülők          | Up All Night                 | Reagan Brinkley                  | - főszereplő (35 epizód) - producer                             |
| 2011–2014 | Táncolj, ha tudsz!           | So You Think You Can Dance   | önmaga (vendég zsűritag)         | 8 epizód                                                        |
| 2015      | Web-terápia                  | Web Therapy                  | Jenny Bologna                    | - 2 epizód - magyar hangja: - Zsigmond Tamara                   |
| 2015      | Muppet Show                  | The Muppets                  | önmaga                           | 1 epizód                                                        |
| 2015      | Jogászok ásza                | The Grinder                  | Gail Budnick                     | 1 epizód                                                        |
| 2018      |                              | Ask the StoryBots            | cukrász                          | 1 epizód                                                        |
| 2019–2022 | Halott vagy                  | Dead to Me                   | Jen Harding                      | - főszereplő és vezető producer - magyar hangja: - Csondor Kata |

## Fontosabb díjak és jelölések
| Díj                | Év   | Kategória                                              | Jelölt mű      | Eredmény |
| ------------------ | ---- | ------------------------------------------------------ | -------------- | -------- |
| Golden Globe-díj   | 1999 | legjobb női főszereplő (musical- vagy vígjátéksorozat) | Jesse          | Jelölve  |
| Golden Globe-díj   | 2008 | legjobb női főszereplő (musical- vagy vígjátéksorozat) | Nem ér a nevem | Jelölve  |
| Golden Globe-díj   | 2009 | legjobb női főszereplő (musical- vagy vígjátéksorozat) | Nem ér a nevem | Jelölve  |
| Golden Globe-díj   | 2020 | legjobb női főszereplő (musical- vagy vígjátéksorozat) | Halott vagy    | Jelölve  |
| Primetime Emmy-díj | 2003 | legjobb női vendégszínésznő (vígjátéksorozat)          | Jóbarátok      | Elnyerte |
| Primetime Emmy-díj | 2004 | legjobb női vendégszínésznő (vígjátéksorozat)          | Jóbarátok      | Jelölve  |
| Primetime Emmy-díj | 2008 | legjobb női főszereplő (vígjátéksorozat)               | Nem ér a nevem | Jelölve  |
| Primetime Emmy-díj | 2009 | legjobb női főszereplő (vígjátéksorozat)               | Nem ér a nevem | Jelölve  |
| Primetime Emmy-díj | 2019 | legjobb női főszereplő (vígjátéksorozat)               | Halott vagy    | Jelölve  |
| Primetime Emmy-díj | 2020 | legjobb női főszereplő (vígjátéksorozat)               | Halott vagy    | Jelölve  |
| Primetime Emmy-díj | 2023 | legjobb női főszereplő (vígjátéksorozat)               | Halott vagy    | Jelölve  |
| Primetime Emmy-díj | 2020 | legjobb vígjátéksorozat                                | Halott vagy    | Jelölve  |
| Tony-díj           | 2005 | legjobb női főszereplő (musical)                       | Édes Charity   | Jelölve  |

Egyéb díjak

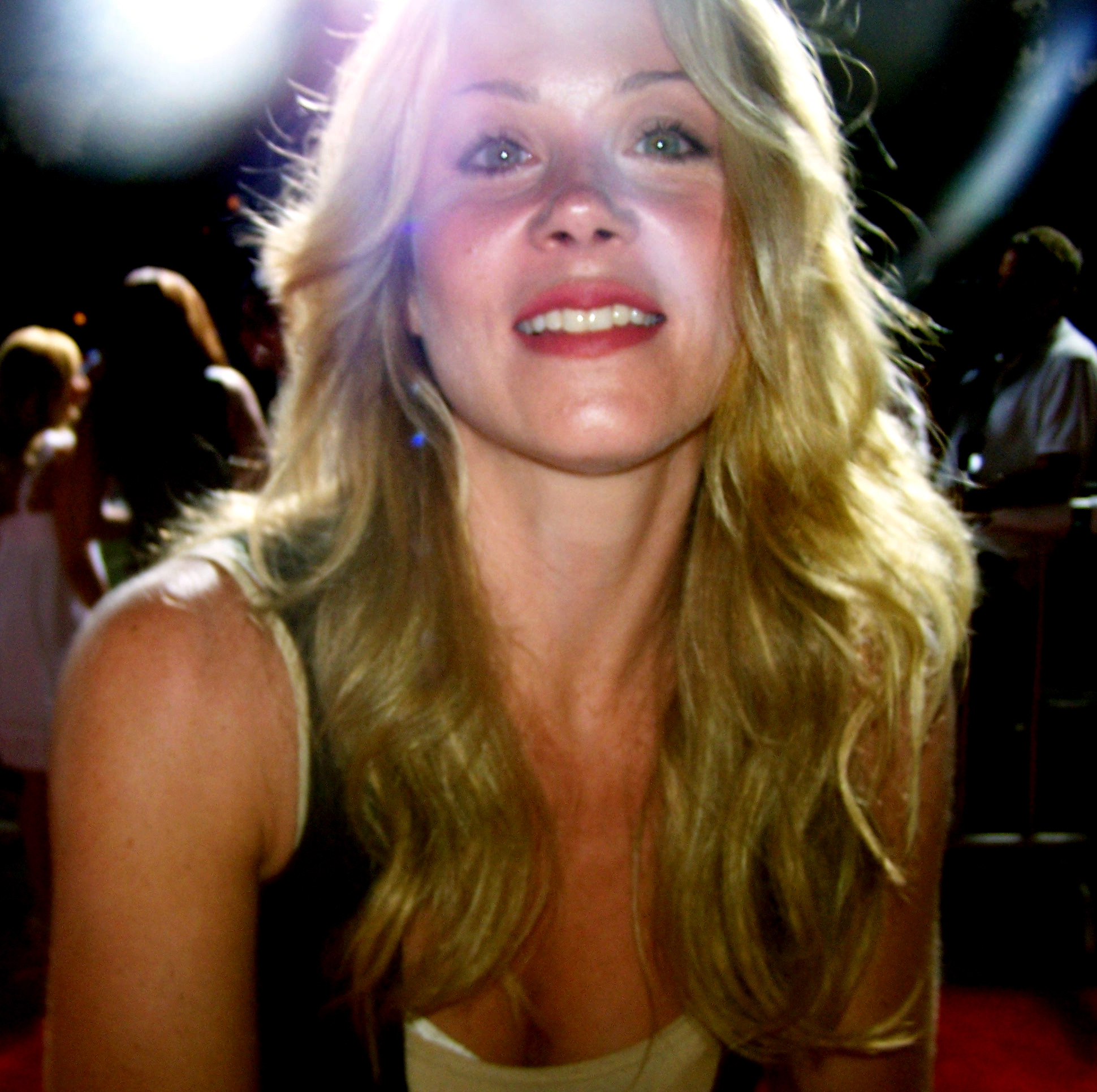
2004-ben

- 1987, 1989: Young Artist Award'(összesen négyszer jelölték)[16]
- 1999: People's Choice Award
- 1999: TV Guide Award